# Eleonora van Palts-Neuburg
Eleonora Magdalena Theresia van Palts-Neuburg (Düsseldorf, 6 januari 1655 - Wenen, 19 januari 1720) was keizerin van het Heilige Roomse Rijk door haar huwelijk met keizer Leopold I.

## Leven
Eleonora werd geboren als de oudste dochter van keurvorst Filips Willem van de Palts en Elisabeth Amalia van Hessen-Darmstadt.
Ze trad in 1676 in het huwelijk met keizer Leopold I. Leopold was al twee keer getrouwd geweest, namelijk met infante Margaretha Theresia van Spanje (dochter van koning Filips IV van Spanje) en met aartshertogin Claudia Felicitas van Oostenrijk (kleindochter van Cosimo II de' Medici). Beide vrouwen konden hem echter geen opvolger schenken. De verwachtingen van Eleonora waren dan ook erg hoog. Zij wist haar echtgenoot uiteindelijk tien kinderen te schenken, waaronder twee overlevende zoons die beiden keizer van het Heilige Roomse Rijk zouden worden:
- keizer Jozef I (1678-1711)
- Christina (1679 †)
- Maria Elisabeth (1680-1741), landvoogdes van de Oostenrijkse Nederlanden
- Leopold Jozef (1682-1684)
- Maria Anna (1683-1754), gehuwd met koning Johan V van Portugal
- Maria Theresia (1684-1696)
- keizer Karel VI 1685-1740
- Maria Josepha (1687-1703)
- Maria Magdalena (1689-1743)
- Maria Margaretha (1690-1691

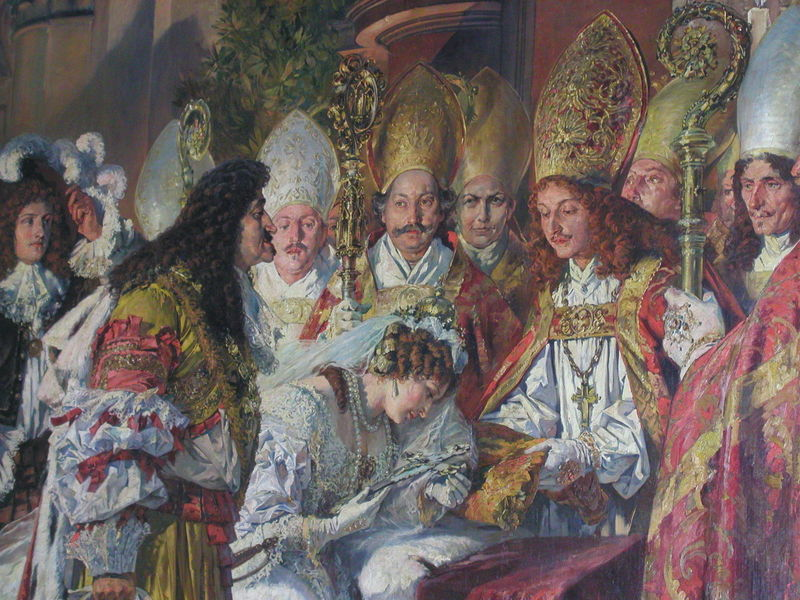
Het huwelijk van Eleonora en Leopold I

Eleonora stond bekend als een zeer religieus vrouw. Ook was ze erg somber en zelfdestructief. Het gerucht ging zelfs dat ze een armband droeg met stekende punten aan de binnenkant en dat ze net zo lang in de zon ging liggen, totdat ze verbrandde. Verder tergde ze zichzelf door lange periodes te vasten.
Maria Anna was de vierde, en laatste, "Grote Dame" van de Orde van de Slavinnen van de Deugd, een Damesorde en de tweede "Hoge Beschermvrouwe" van de Orde van het Sterrenkruis.

## Voorouders
| Voorouders van Eleonora van Palts-Neuburg | Voorouders van Eleonora van Palts-Neuburg                                                  | Voorouders van Eleonora van Palts-Neuburg                                                  | Voorouders van Eleonora van Palts-Neuburg                                                  | Voorouders van Eleonora van Palts-Neuburg                                                  | Voorouders van Eleonora van Palts-Neuburg                                                  | Voorouders van Eleonora van Palts-Neuburg                                                  | Voorouders van Eleonora van Palts-Neuburg                                                  | Voorouders van Eleonora van Palts-Neuburg                                                  |
| ----------------------------------------- | ------------------------------------------------------------------------------------------ | ------------------------------------------------------------------------------------------ | ------------------------------------------------------------------------------------------ | ------------------------------------------------------------------------------------------ | ------------------------------------------------------------------------------------------ | ------------------------------------------------------------------------------------------ | ------------------------------------------------------------------------------------------ | ------------------------------------------------------------------------------------------ |
| Overgrootouders                           | Filips Lodewijk van Palts-Neuburg (1547-1614) ∞ 1574 Anna van Kleef (1552-1632)            | Filips Lodewijk van Palts-Neuburg (1547-1614) ∞ 1574 Anna van Kleef (1552-1632)            | Willem V van Beieren (1548-1626) ∞ Renata van Lotharingen (1544-1602)                      | Willem V van Beieren (1548-1626) ∞ Renata van Lotharingen (1544-1602)                      | Lodewijk V van Hessen-Darmstadt (1577-1626) ∞ 1598 Magdalena van Brandenburg (1582-1616)   | Lodewijk V van Hessen-Darmstadt (1577-1626) ∞ 1598 Magdalena van Brandenburg (1582-1616)   | Johan George I van Saksen (1585-1656) ∞ 1607 Magdalena Sybilla van Brandenburg (1586-1659) | Johan George I van Saksen (1585-1656) ∞ 1607 Magdalena Sybilla van Brandenburg (1586-1659) |
| Grootouders                               | Wolfgang Willem van Palts-Neuburg (1578-1653) ∞ 1613 Magdalena van Beieren (1587-1628)     | Wolfgang Willem van Palts-Neuburg (1578-1653) ∞ 1613 Magdalena van Beieren (1587-1628)     | Wolfgang Willem van Palts-Neuburg (1578-1653) ∞ 1613 Magdalena van Beieren (1587-1628)     | Wolfgang Willem van Palts-Neuburg (1578-1653) ∞ 1613 Magdalena van Beieren (1587-1628)     | Georg II van Hessen-Darmstadt (1605-1661) ∞1626 Sophia Eleonora van Saksen (1609-1671)     | Georg II van Hessen-Darmstadt (1605-1661) ∞1626 Sophia Eleonora van Saksen (1609-1671)     | Georg II van Hessen-Darmstadt (1605-1661) ∞1626 Sophia Eleonora van Saksen (1609-1671)     | Georg II van Hessen-Darmstadt (1605-1661) ∞1626 Sophia Eleonora van Saksen (1609-1671)     |
| Ouders                                    | Filips Willem van de Palts (1615-1690) ∞ Elisabeth Amalia van Hessen-Darmstadt (1635-1709) | Filips Willem van de Palts (1615-1690) ∞ Elisabeth Amalia van Hessen-Darmstadt (1635-1709) | Filips Willem van de Palts (1615-1690) ∞ Elisabeth Amalia van Hessen-Darmstadt (1635-1709) | Filips Willem van de Palts (1615-1690) ∞ Elisabeth Amalia van Hessen-Darmstadt (1635-1709) | Filips Willem van de Palts (1615-1690) ∞ Elisabeth Amalia van Hessen-Darmstadt (1635-1709) | Filips Willem van de Palts (1615-1690) ∞ Elisabeth Amalia van Hessen-Darmstadt (1635-1709) | Filips Willem van de Palts (1615-1690) ∞ Elisabeth Amalia van Hessen-Darmstadt (1635-1709) | Filips Willem van de Palts (1615-1690) ∞ Elisabeth Amalia van Hessen-Darmstadt (1635-1709) |
| Eleonora van Palts-Neuburg (1655-1720)    |                                                                                            |                                                                                            |                                                                                            |                                                                                            |                                                                                            |                                                                                            |                                                                                            |                                                                                            |

- Biblioteca Nacional de España: XX1296133
- Catàleg d'autoritats de noms i títols de Catalunya: 981058510803006706
- Gemeinsame Normdatei: 101026641
- International Standard Name Identifier: 0000 0001 1575 7354
- Library of Congress Control Number: nr00004125
- Nationale Bibliotheek van Tsjechië: mzk2007401460
- Nationale Bibliotheek van Polen: a0000002428329
- Istituto Centrale per il Catalogo Unico: LO1V461801
- LIBRIS: 211565
- Système universitaire de documentation: 157661172
- Virtual International Authority File: 76673460
- WorldCat: E39PBJyX3xQdJdvy9MFqyWM9Dq